# WASP-14
WASP-14 ou BD+22 2716 é uma estrela com uma magnitude aparente de 9,9, da classe espectral do tipo F5 localizada a cerca de 522 ± 65 anos-luz (160 ± 20 pc) de distância a partir da Terra, na constelação de Boötes. O projeto SuperWASP tem observado e classificado esta estrela como uma estrela variável, talvez devido ao planeta eclipsante.

## Sistema planetário
WASP-14 possui um planeta extrassolar confirmado orbitando a estrela, WASP-14b, que foi descoberto em 2008. Ele é um dos exoplanetas conhecidos mais densos. Seu melhor raio se encaixa no modelo de Fortney.